# Adolphe d’Ennery

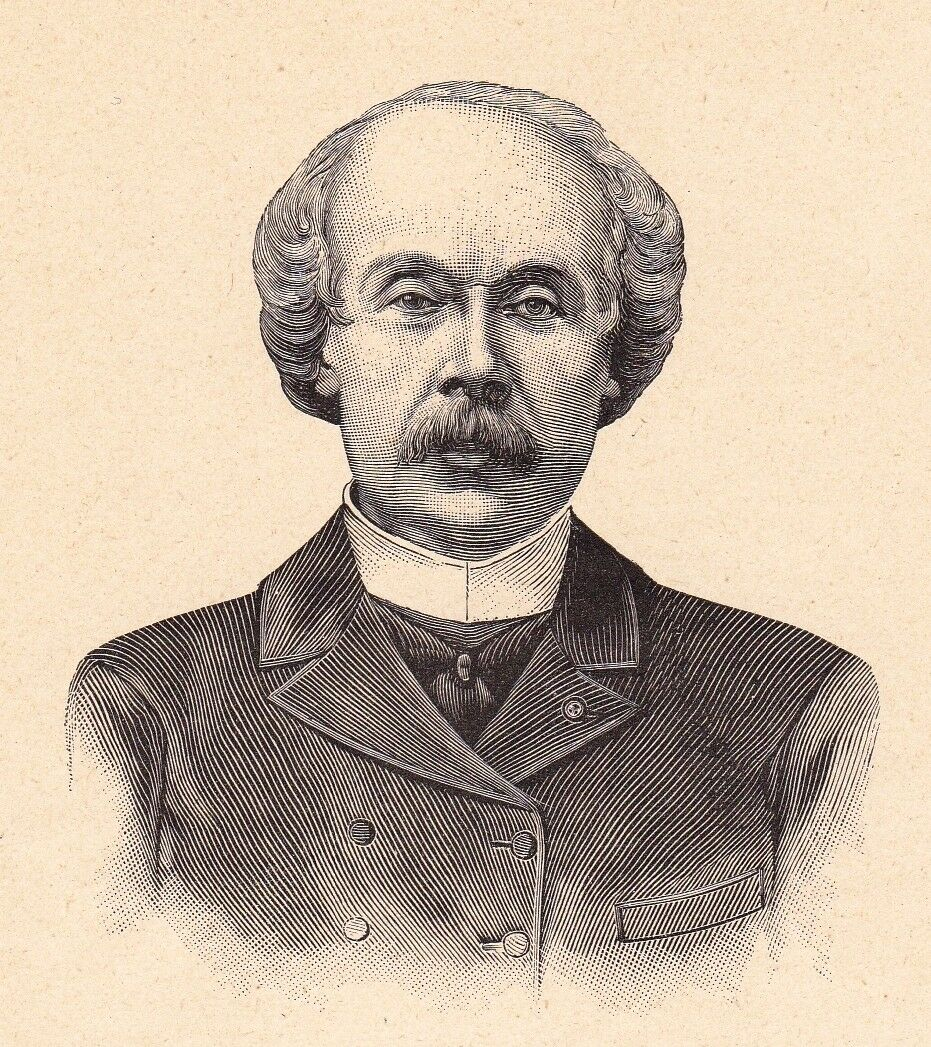
Adolphe d’Ennery

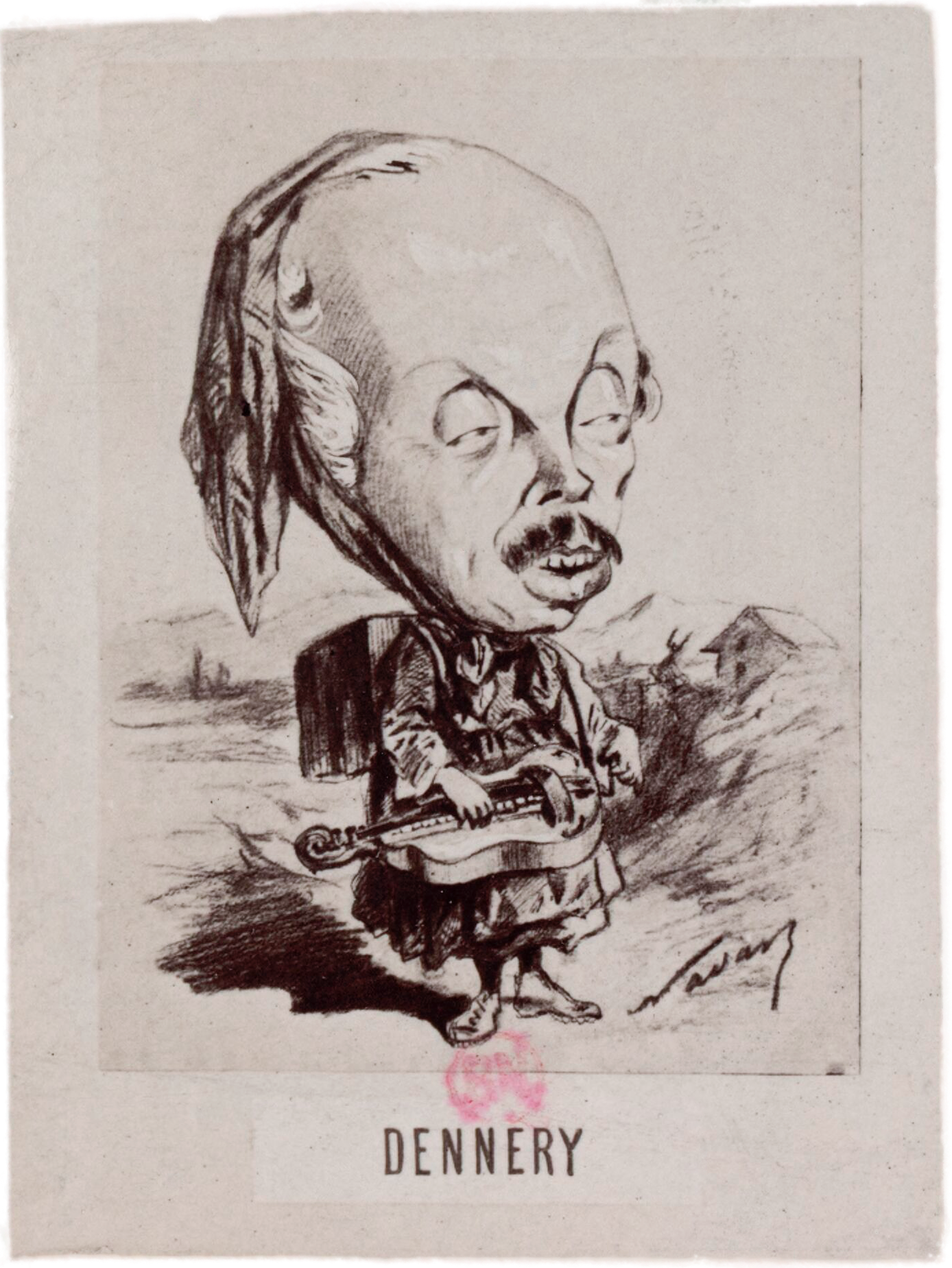
Adolphe d’Ennery – karykatura

Adolphe Philippe d’Ennery, także Philippe d’Ennery lub Eugène d’Ennery (ur. 17 czerwca 1811 w Paryżu, zm. tamże 25 stycznia 1899) – francuski pisarz, autor dramatów i librett.

## Twórczość
Debiutował w 1831 sztuką Emile, ou le Fils d’un Pair de France. Był autorem ponad 280 sztuk teatralnych, pisanych także we współpracy z innymi dramaturgami, m.in. Eugène’em Cormonem, Anicetem Bourgeois, Eugène’em Grangém i Lambertem Thiboustem. Adaptował na użytek teatrów znane utwory prozatorskie, m.in. powieści Jules’a Verne’a i Chatę wuja Toma. Utwory ogłaszał pod nazwiskiem: Adolphe d’Ennery, Philippe d’Ennery lub Eugène d’Ennery.

### Utwory
- Gaspard Hauser (1836)
- Don César de Bazan (1844) – we współpracy z Dumanoirem i Jules’em Chantepiem[2]
- Marie-Jeanne ou la Femme du peuple (1845) – we współpracy z Julienem de Mallianem[3]
- Paillasse (1850) – we współpracy z Markiem Fournierem[4]
- Si j'étais roi (1852) – we współpracy z Jules’em-Henrim Brésilem
- L'Aveugle (1858) – we współpracy z Anicetem Bourgeois[5]
- Gastibelza, ou le Fou de Tolè La Prière des Naufragés" (1847).
- Les Deux Orphelines (1874) – we współpracy z Eugène’em Cormonem[6]
- Le Cid (1885) – we współpracy z Louisem Galletem i Édouardem Blau[7]
- Martyre! (1886) – we współpracy z Edmondem Tarbém[8]